# Listă de filme sovietice din 1980–1991
Aceasta este o listă de filme produse în Uniunea Sovietică între  1980–1991.

## 1980
| Titlu                            | Titlu original                                           | Regizor             | Distribuție             | Gen          | Note           |
| -------------------------------- | -------------------------------------------------------- | ------------------- | ----------------------- | ------------ | -------------- |
| 1980                             |                                                          |                     |                         |              |                |
| Ali-Baba și cei 40 de hoți       | Приключения Али-Бабы и сорока разбойников, अलीबाबा और 40 चोर | Latif Fayziyev      | Dharmendra, Hema Malini | film de basm | sovieto-indian |
| The Adventures of the Elektronic | Приключения Электроника                                  | Konstantin Bromberg |                         |              |                |
| The Degraded                     | Разжалованный                                            | Alexander Sokurov   |                         |              |                |
| The Twelve Months                | Двенадцать месяцев                                       | Kimio Yabuki        |                         | Animație     |                |

## 1981
| Titlu                                        | Titlu original                            | Regizor                           | Distribuție       | Gen      | Note                                                                |
| -------------------------------------------- | ----------------------------------------- | --------------------------------- | ----------------- | -------- | ------------------------------------------------------------------- |
| 1981                                         |                                           |                                   |                   |          |                                                                     |
| Câinele din Baskerville                      | Собака Баскервилей                        | Igor Maslennikov                  |                   |          |                                                                     |
| Lenin in Paris                               | Ленин в Париже                            | Sergei Yutkevich                  |                   |          |                                                                     |
| Muzhiki!                                     | Мужики!                                   | Iskra Babich                      |                   |          | A intrat în competiție la 32nd Berlin International Film Festival   |
| The Mystery of the Third Planet              | Тайна третьей планеты                     | Roman Kachanov                    |                   | animație |                                                                     |
| Plasticine Crow                              | Пластилиновая ворона                      | Aleksandr Tatarskiy               |                   | animație |                                                                     |
| The Sixth                                    | Шестой                                    | Samvel Gasparov                   |                   |          |                                                                     |
| Teheran 43                                   | Тегеран-43                                | Aleksandr Alov și Vladimir Naumov |                   |          | Won the Golden Prize at the 12th Moscow International Film Festival |
| Faktas                                       | Факт                                      | Alimantas Grikiavicius            |                   |          | A intrat în competiție la 1981 Cannes Film Festival                 |
| Easy money                                   | Бешенные деньги                           | Yevgeny Matveyev                  | Yelena Solovey    | Drama    | Adaptare după piesă de Alexander Ostrovsky                          |
| Twenty Six Days from the Life of Dostoyevsky | Двадцать шесть дней из жизни Достоевского | Aleksandr Zarkhi                  | Anatoli Solonițîn |          | Solonițîn a câștigat Silver Bear for Best Actor la Berlin           |
| Tree Dzhamal                                 | Дерево Джамал                             | Khodzha Kuli Narliyev             |                   |          | A intrat în competiție la 12th Moscow International Film Festival   |

## 1982
| Titlu               | Titlu original    | Regizor             | Distribuție    | Gen | Note                                                |
| ------------------- | ----------------- | ------------------- | -------------- | --- | --------------------------------------------------- |
| 1982                |                   |                     |                |     |                                                     |
| Mexicul în flăcări  |                   | Serghei Bondarciuk  |                |     |                                                     |
| Charodei            | Чародеи           | Konstantin Bromberg |                |     |                                                     |
| The Pokrovsky Gate  | Покровские ворота | Mikhail Kozakov     | Oleg Menshikov |     |                                                     |
| Private Life        | Частная жизнь     | Yuli Raizman        |                |     |                                                     |
| The Queen of Spades | Пиковая дама      | Igor Maslennikov    |                |     |                                                     |
| Sportloto-82        | Спортлото-82      | Leonid Gaidai       |                |     |                                                     |
| Station for Two     | Вокзал для двоих  | Eldar Ryazanov      |                |     | A intrat în competiție la 1983 Cannes Film Festival |
| Treasure Island     | Остров сокровищ   | Vladimir Vorobyov   |                |     |                                                     |

## 1983
| Titlu                                    | Titlu original                      | Regizor             | Distribuție    | Gen       | Note                                                                |
| ---------------------------------------- | ----------------------------------- | ------------------- | -------------- | --------- | ------------------------------------------------------------------- |
| 1983                                     |                                     |                     |                |           |                                                                     |
| Among Grey Stones                        | Среди серых камней                  | Kira Muratova       |                |           | Screened at the 1988 Cannes Film Festival                           |
| The Ballad of the Valiant Knight Ivanhoe | Баллада о доблестном рыцаре Айвенго | Sergei Tarasov      |                |           |                                                                     |
| Last Year's Snow Was Falling             | Падал прошлогодний снег             | Aleksandr Tatarskiy |                | Animation |                                                                     |
| Mournful Unconcern                       | Скорбное бесчувствие                | Alexander Sokurov   |                |           | Not released until 1987, entered into Berlin                        |
| Nostalghia                               | Ностальгия                          | Andrei Tarkovsky    |                |           | Won 2 awards at the 1983 Cannes Film Festival                       |
| Vassa                                    |                                     | Gleb Panfilov       |                |           | Won the Golden Prize at the 13th Moscow International Film Festival |
| Vlyublyon po sobstvennomu zhelaniyu      | Влюблён по собственному желанию     | Sergei Mikaelyan    |                |           | A intrat în competiție la 33rd Berlin International Film Festival   |
| Wartime Romance                          | Военно-полевой роман                | Pyotr Todorovsky    | Inna Churikova |           | Churikova won the Silver Bear for Best Actress at Berlin            |
| We Are from Jazz                         | Мы из джаза                         | Karen Shakhnazarov  |                |           |                                                                     |

## 1984
| Titlu                              | Titlu original                        | Regizor                         | Distribuție                                                                     | Gen      | Note                                                              |
| ---------------------------------- | ------------------------------------- | ------------------------------- | ------------------------------------------------------------------------------- | -------- | ----------------------------------------------------------------- |
| 1984                               |                                       |                                 |                                                                                 |          |                                                                   |
| Copper Angel                       | Медный ангел                          | Veniamyn Dorman                 | Anatoly Kuznetsov, Leonid Kuravlyov, Alim Kouliev, Aleksandr Filippenko         | Action   |                                                                   |
| Dead Souls                         | Мёртвые души                          | Mikhail Shveytser               | Aleksandr Trofimov, Aleksandr Kalyagin, Yuri Bogatyryov, Innokenty Smoktunovsky |          |                                                                   |
| Dear, Dearest, Beloved, Unique...  | Милый, дорогой, любимый, единственный | Dinara Asanova                  |                                                                                 |          | A fost proiectat la 1985 Cannes Film Festival                     |
| The Descendant of the Snow Leopard | Ак илбирсти тукуму                    | Tolomush Okeyev                 |                                                                                 |          | A intrat în competiție la 35th Berlin International Film Festival |
| Formula of Love                    | Формула любви                         | Mark Zakharov                   |                                                                                 |          |                                                                   |
| Love and Pigeons                   | Любовь и голуби                       | Vladimir Menshov                |                                                                                 |          |                                                                   |
| Repentance                         | Покаяние                              | Tengiz Abuladze                 |                                                                                 |          |                                                                   |
| The Tale of Tsar Saltan            | Сказка о царе Салтане                 | Lev Milchin și Ivan Ivanov-Vano |                                                                                 | Animație |                                                                   |

## 1985
| Titlu                            | Titlu original | Regizor               | Distribuție                                                         | Gen       | Note                                      |
| -------------------------------- | -------------- | --------------------- | ------------------------------------------------------------------- | --------- | ----------------------------------------- |
| 1985                             |                |                       |                                                                     |           |                                           |
| Come and See                     |                | Elem Klimov           |                                                                     |           | Won the Golden Prize at Moscow            |
| Guest from the Future            |                |                       |                                                                     |           |                                           |
| The Most Charming and Attractive |                |                       |                                                                     |           |                                           |
| A Simple Death                   |                | Alexander Kaidanovsky |                                                                     |           | Screened at the 1987 Cannes Film Festival |
| Victory                          |                | Yevgeny Matveyev      | Yevgeny Matveyev, Andrei Mironov, Mikhail Ulyanov, Natalya Vavilova |           |                                           |
| Two Tickets to India             |                | Roman Kachanov        | Alexander Kaidanovsky                                               | Animation |                                           |

## 1986
| Titlu                         | Titlu original           | Regizor               | Distribuție                                                | Gen                          | Note                                                |
| ----------------------------- | ------------------------ | --------------------- | ---------------------------------------------------------- | ---------------------------- | --------------------------------------------------- |
| 1986                          |                          |                       |                                                            |                              |                                                     |
| Boris Godunov                 | Борис Годунов            | Sergei Bondarchuk     | Serghei Bondarciuk, Aliona Bondarciuk, Ghennadi Mitrofanov | dramatic, istoric, biografic | A intrat în competiție la 1986 Cannes Film Festival |
| Scrisorile unui om mort       | Письма мёртвого человека | Konstantin Lopușanski | Rolan Bykov                                                | dramatic, SF                 |                                                     |
| Double Trap                   |                          |                       |                                                            |                              |                                                     |
| Imperiul                      | Ампир                    | Alexandr Sokurov      | Alla Osipenko                                              | Thriller                     |                                                     |
| KKin-Dza-Dza                  | Кин-дза-дза!             | Gheorghi Danelia      | Stanislav Liubșin, Evgheni Leonov                          | Comedie SF                   |                                                     |
| Welcome                       |                          |                       |                                                            |                              |                                                     |
| Investigation Held by Kolobki |                          |                       |                                                            |                              |                                                     |

## 1987
| Titlu                                   | Titlu original   | Regizor            | Distribuție                                    | Gen       | Note                                                                   |
| --------------------------------------- | ---------------- | ------------------ | ---------------------------------------------- | --------- | ---------------------------------------------------------------------- |
| 1987                                    |                  |                    |                                                |           |                                                                        |
| Sfârșitul eternității                   | Konets vechnosti | Andrei Ermach      | Oleg Vavilov, Vera Sotnikova, Georgi Zhzhyonov | SF        | Scenariul este bazat pe romanul Sfârșitul eternității de Isaac Asimov. |
| Courier                                 |                  | Karen Shakhnazarov |                                                |           | A intrat în competiție la 15th Moscow International Film Festival      |
| Dark Eyes                               |                  |                    |                                                |           |                                                                        |
| Zece negri mititei                      |                  |                    |                                                |           |                                                                        |
| Sonata Kreutzer                         |                  | Mihail Șveițer     |                                                |           |                                                                        |
| A Man from the Boulevard des Capuchines |                  |                    |                                                |           |                                                                        |
| October: Ten Days That Shook the World  |                  |                    |                                                |           |                                                                        |
| Laughter and Grief by the White Sea     |                  | Leonid Nosyrev     | Yevgeny Leonov Klara Rumyanova                 | Animation |                                                                        |
| The Theme                               |                  | Gleb Panfilov      |                                                |           | Won the Golden Bear at Berlin                                          |

## 1988
| Titlu                         | Titlu original | Regizor           | Distribuție                 | Gen       | Note                                      |
| ----------------------------- | -------------- | ----------------- | --------------------------- | --------- | ----------------------------------------- |
| 1988                          |                |                   |                             |           |                                           |
| Treasure Island               |                |                   |                             |           |                                           |
| Ivan                          |                |                   |                             |           |                                           |
| Little Vera                   |                |                   |                             |           |                                           |
| Moscow Elegy                  |                |                   |                             |           |                                           |
| Heart of a Dog                |                |                   |                             |           |                                           |
| Days of Eclipse               |                | Aleksandr Sokurov |                             |           |                                           |
| The Cat Who Walked by Herself |                | Ideya Garanina    | Valentina Ponomaryova       | Animation |                                           |
| Whirlwind                     |                | Bako Sadykov      |                             |           | Screened at the 1989 Cannes Film Festival |
| All Costs Paid                |                | Aleksei Saltykov  | Olegar Fedoro, Alim Kouliev | Drama     |                                           |

## 1989
| Titlu                                                            | Titlu original | Regizor                | Distribuție | Gen | Note                                                              |
| ---------------------------------------------------------------- | -------------- | ---------------------- | ----------- | --- | ----------------------------------------------------------------- |
| 1989                                                             |                |                        |             |     |                                                                   |
| Anecdote                                                         |                |                        |             |     |                                                                   |
| Besame                                                           |                |                        |             |     |                                                                   |
| Black Rose Is an Emblem of Sorrow, Red Rose Is an Emblem of Love |                | Sergei Solovyov        |             |     | Screened at the 1990 Cannes Film Festival                         |
| Freeze Die Come to Life                                          |                | Vitali Kanevsky        |             |     | Won the Caméra d'Or at the 1990 Cannes Film Festival              |
| How Dark the Nights Are on the Black Sea                         |                | Vasili Pichul          |             |     | Screened at the 1990 Cannes Film Festival                         |
| Intergirl                                                        |                |                        |             |     |                                                                   |
| Mat                                                              |                | Gleb Panfilov          |             |     | A intrat în competiție la 1990 Cannes Film Festival               |
| The Red Flute                                                    |                | Yermek Shinarbayev     |             |     | Screened at the 1991 Cannes Film Festival                         |
| The Servant                                                      |                | Vadim Abdrashitov      |             |     | A intrat în competiție la 39th Berlin International Film Festival |
| A Visitor to a Museum                                            |                | Konstantin Lopushansky |             |     | A intrat în competiție la 16th Moscow International Film Festival |
| The Witches Cave                                                 |                |                        |             |     |                                                                   |

## 1990
| Titlu                                      | Titlu original                                | Regizor             | Distribuție | Gen | Note                                                                    |
| ------------------------------------------ | --------------------------------------------- | ------------------- | ----------- | --- | ----------------------------------------------------------------------- |
| 1990                                       |                                               |                     |             |     |                                                                         |
| 100 Days Before the Command                | Сто дней до приказа                           | Hussein Erkenov     |             |     |                                                                         |
| Afghan Breakdown                           | Афганский излом                               | Vladimir Bortko     |             |     |                                                                         |
| The Asthenic Syndrome                      | Астенический синдром                          | Kira Muratova       |             |     | Won the Jury Grand Prix at Berlin                                       |
| The Guard                                  | Karaul                                        | Aleksandr Rogozhkin |             |     | A intrat în competiție la 40th Berlin International Film Festival       |
| Comrade Ckalov Crosses the North Pole      | Переход товарища Чкалова через северный полюс | Maksim Pezhemsky    |             |     | Screened at the 1991 Cannes Film Festival                               |
| Taxi Blues                                 | Такси-блюз                                    | Pavel Lungin        |             |     | Lungin a primit premiul pentru regie la Festivalul de la Cannes în 1991 |
| Sons of Bitches                            | Сукины дети                                   | Leonid Filatov      |             |     | A intrat în competiție la 17th Moscow International Film Festival       |
| Spotted Dog Running at the Edge of the Sea | Пегий пёс, бегущий краем моря                 | Karen Gevorkian     |             |     | Won the Golden St. George at Moscow                                     |

## 1991
| Titlu                                                    | Titlu original | Regizor                          | Distribuție                                                              | Gen     | Note                                                |
| -------------------------------------------------------- | -------------- | -------------------------------- | ------------------------------------------------------------------------ | ------- | --------------------------------------------------- |
| 1991                                                     |                |                                  |                                                                          |         |                                                     |
| Ajooba                                                   |                | Shammi Kapoor & Gennadi Vasilyev | Amitabh Bachchan, Rishi Kapoor, Ariadna Shengelaya, Georgi Darchiashvili | Fantasy | Co-production between Bollywood and Soviet cinema   |
| Anna Karamazoff                                          |                | Rustam Khamdamov                 |                                                                          |         | A intrat în competiție la 1991 Cannes Film Festival |
| The Assassin of the Tsar                                 |                | Karen Shakhnazarov               |                                                                          |         | A intrat în competiție la 1991 Cannes Film Festival |
| Close to Eden                                            |                | Nikita Mikhalkov                 | Vladimir Gostyukhin                                                      |         |                                                     |
| The Engagement Ring                                      |                | Ramiz Azizbeyli                  |                                                                          |         |                                                     |
| Get Thee Out                                             |                | Dmitriy Astrakhan                |                                                                          |         |                                                     |
| Happy Days                                               |                | Aleksei Balabanov                |                                                                          |         | Screened at the 1992 Cannes Film Festival           |
| My Best Friend, General Vasili, the Son of Joseph Stalin |                |                                  |                                                                          |         |                                                     |
| Promised Heavens                                         |                |                                  |                                                                          |         |                                                     |
| Satan                                                    |                | Viktor Aristov                   |                                                                          |         | Won the Jury Grand Prix at Berlin                   |
| Wolfhound                                                |                |                                  |                                                                          |         |                                                     |